# Football Club Internazionale 1915-1916
Questa voce raccoglie le informazioni riguardanti il Football Club Internazionale nelle competizioni ufficiali della stagione 1915-1916.

## Stagione
Sospesa l'attività ufficiale le forze calcistiche nerazzurre si ripresentano in campo per la stagione 1915-1916 e chiedono la ripresa delle competizioni non ufficiali. Coordinati da diversi soci tra cui spicca il Vicepresidente, l'Ingegner Francesco Mauro, esentato dalla chiamata della leva obbligatoria, l'Inter si presenta in campo con tutte le proprie riserve e i boys, i titolari della classe 1896 che verranno chiamati dal febbraio 1916, e tutti quei giocatori della prima squadra che riescono a beneficiare di licenze e permessi.

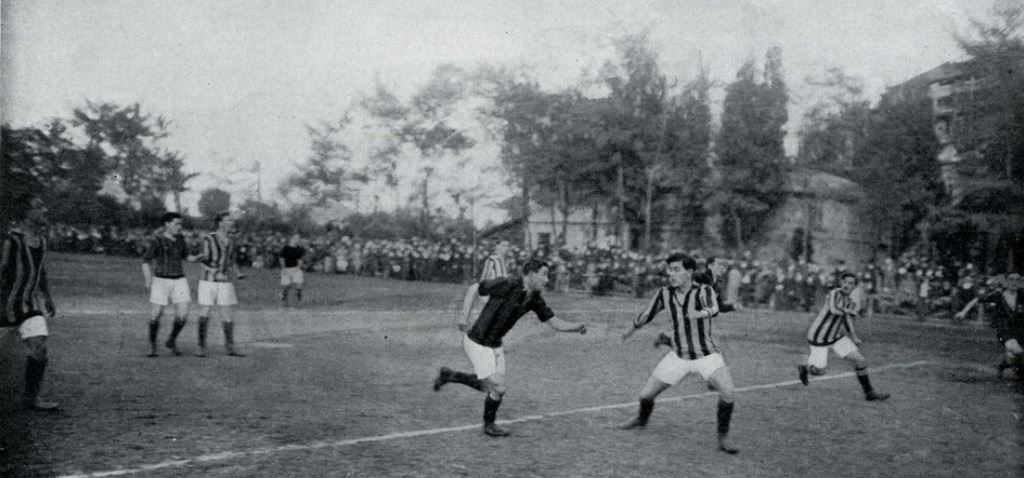
Una fase di un derby tra Inter e Milan valevole per la Coppa "Gazzetta dello Sport", sul finire del 1915.

A settembre tutte le squadre milanesi hanno ripreso appieno l'attività sportiva ma dalla F.I.G.C. non c'è alcun segno di vita e monta la polemica sull'arbitraria sospensione dell'attività ufficiale da parte della Federazione. 63 società calcistiche su 210 affiliate si riuniscono il 26 settembre e sconfessano l'operato federale riorganizzando l'attività ufficiale che viene divisa in due parti: tornei delle riserve e campionati regionali di Terza Categoria. Il Comitato Regionale Lombardo si riunisce, nomina un Commissario che, riorganizzato il Comitato, coordina le richieste delle società che intendono indire dei tornei sottoponendone al CRL il regolamento e fruendo così degli arbitri ufficiali. Ed è così che l'attività ufficiale riparte. Nell'amichevole Inter-Selezione Franco Belga (6-4) del 1º gennaio 1916 giocata a Milano, nelle file nerazzurre hanno giocato Renzo De Vecchi (FBC Genoa) e Attilio Fresia (FC Modena).

## Rosa
| N. |                     | Ruolo | Calciatore       |
| -- | ------------------- | ----- | ---------------- |
|    | Italia (bandiera)   | A     | Ermanno Aebi     |
|    | Italia (bandiera)   | A     | Emilio Agradi    |
|    | Italia (bandiera)   | A     | Giuseppe Asti    |
|    | Italia (bandiera)   | A     | Pietro Bianchi   |
|    | Italia (bandiera)   | P     | Carlo Binda      |
|    | Italia (bandiera)   | A     | Borgomanero      |
|    | Italia (bandiera)   | A     | Pietro Bronzini  |
|    | Italia (bandiera)   | P     | Angelo Cameroni  |
|    | Italia (bandiera)   | C     | Carlo Carcano    |
|    | Italia (bandiera)   | C     | Caroncini        |
|    | Italia (bandiera)   | C     | Mario Corino     |
|    | Italia (bandiera)   | D     | Umberto Donà     |
|    | Svizzera (bandiera) | C     | Oscar Engler     |
|    | Italia (bandiera)   | A     | Angelo Fabbri    |
|    | Italia (bandiera)   | D     | Ferrario         |
|    | Italia (bandiera)   | C     | Giuseppe Fossati |

| N. |                     | Ruolo | Calciatore       |
| -- | ------------------- | ----- | ---------------- |
|    | Italia (bandiera)   | C     | Virgilio Fossati |
|    | Italia (bandiera)   | A     | Gussoni          |
|    | Svizzera (bandiera) | A     | Kintsch          |
|    | Italia (bandiera)   | C     | Carlo Lazoli     |
|    | Italia (bandiera)   | A     | Eugenio Negri    |
|    | Italia (bandiera)   | A     | Guido Pera       |
|    | Svizzera (bandiera) | D     | Alfred Peterly   |
|    | Italia (bandiera)   | A     | Italo Rossi      |
|    | Italia (bandiera)   | C     | Lorenzo Rossi    |
|    | Italia (bandiera)   | A     | Luigi Savi       |
|    | Italia (bandiera)   | C     | Paolo Scheidler  |
|    | Svizzera (bandiera) | D     | Carlo Streit     |
|    | Italia (bandiera)   | C     | E. Colombo       |
|    | Italia (bandiera)   | C     | Spangaro         |
|    | Italia (bandiera)   | D     | Tremolada        |

## Vittorie e piazzamenti
- 18 luglio 1915 all'Arena Civica torneo a sei giocatori: vinto dall'Inter che batte US Milanese 1-0.
- 12 settembre 1915 a Milano: Inter-Pavia 9-1.
- 19 settembre 1915 a Chiasso: Chiasso-Inter 1-3.
- Campionato di Terza Categoria (3 ottobre-14 novembre): 3º nel girone B.
- Coppa Federale (19 dicembre-23 gennaio): 3º nel girone lombardo.
- Campionato Boys (21 novembre-6 febbraio): 4º nel girone unico lombardo.